# Katedrála Navštívení Panny Marie (Szombathely)
Katedrála Navštívení Panny Marie v Szombathely (maďarsky Sarlós Boldogasszony Székesegyház) je katedrální bazilika římskokatolické diecéze Szombathely v maďarském městě Szombathely. Jedná se o jeden z největších kostelů v zemi.

## Historie

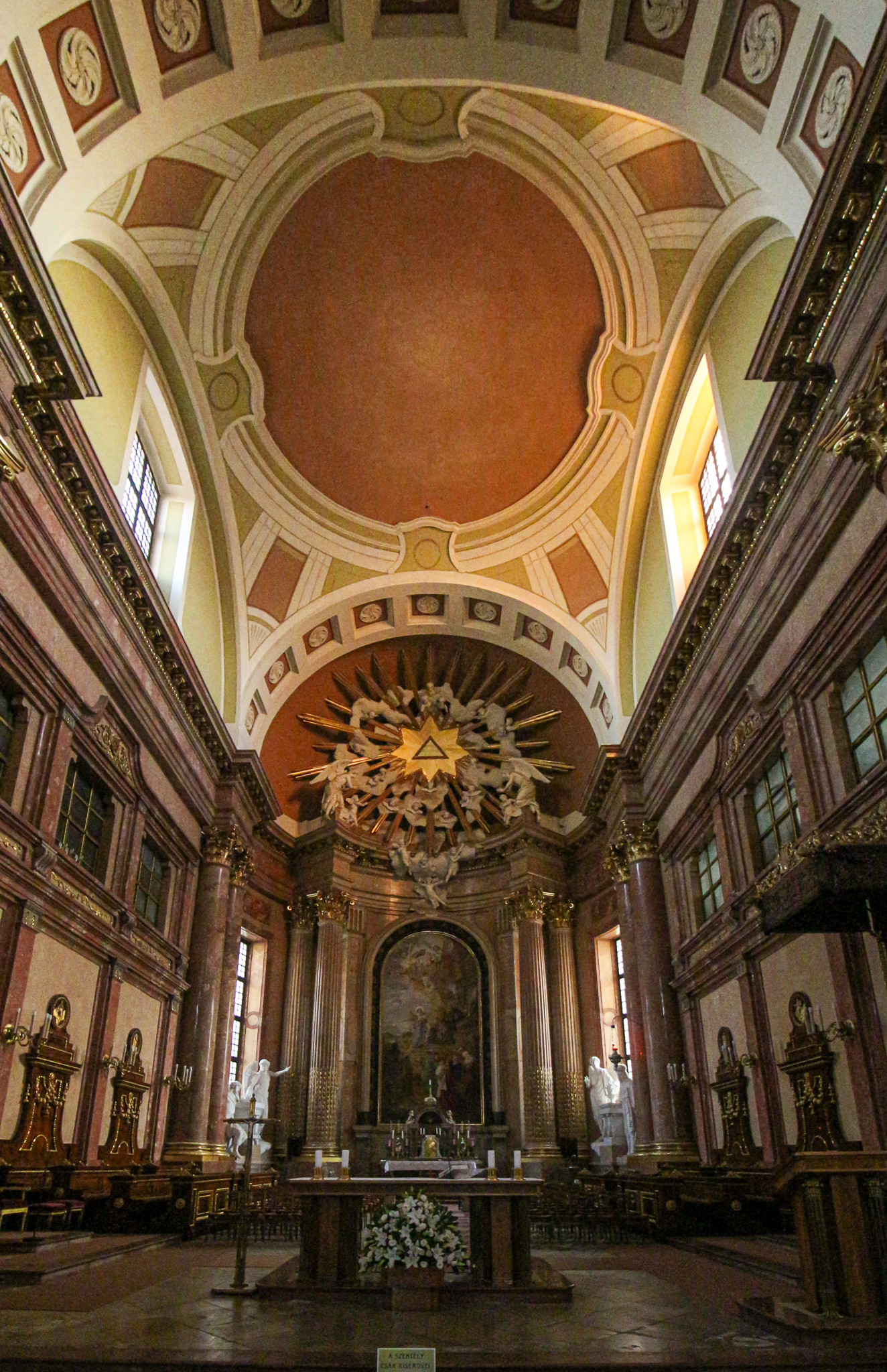
Hlavní oltář katedrály

Katedrála byla vystavěna na někdejším foru starověkého římského města Savaria.
Diecéze v Szombathely byla zřízena v roce 1777 za panování Marie Terezie a potřebovala vlastní novou katedrálu. Výstavba barokně-klasicistního chrámu začala v roce 1791 a byla dokončena v roce 1797. Práce v interiéru však trvaly až do roku 1814.
Za návrh byl zodpovědný rakouský architekt Melchior Hefele.

## Popis
Katedrála má podobu halového chrámu, jejž vprostřed protíná příčná loď. Hlavní loď je po obou stranách lemována plochými bočními kaplemi rámovanými sloupy, které nahrazují boční lodě.
Východní průčelí lemují dvě štíhlé zvonice. Katedrála pojme až 5 000 osob, což z ní činí jeden z největších kostelů v Maďarsku.

### Interiér
V interiéru byly fresky a štukové práce od Franze Antona Maulbertsche, ty však byly zničeny během druhé světové války, když bylo město 4. března 1945 bombardováno spojenci. Katedrála podlehla ve 12 hodin a 43 minut.
Po válce byla přestavěna ve výrazně zjednodušené podobě a bez předchozí nádherné výzdoby interiéru.
Z původního mobiliáře bylo možné zachránit a znovu použít pouze červenobílou kazatelnu a svatozář s andělskými postavami a putti nad dnešním hlavním oltářem. Jako řemeslník, který prováděl kazatelnu, byl doložen Martin Rumpelmayer. K vybavení patří také kopie sixtinské Madony z kararského mramoru.

### Varhany

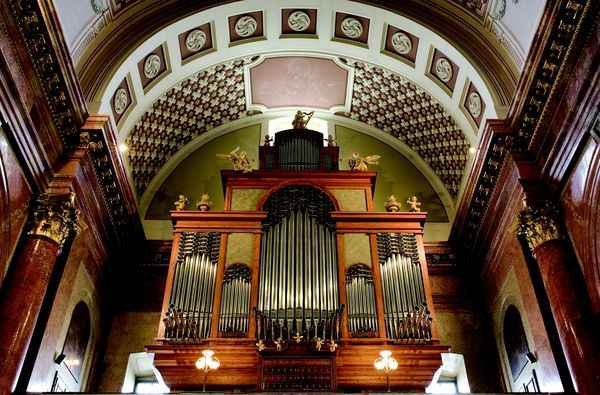
Steinmeyerovy varhany (postavené v roce 1915)

12 metrů vysoké varhany mají 54 rejstříků a 4500 píšťal. Nástroj původně postavený v roce 1915 firmou Steinmeyer stavbu varhan v Oettingenu pro Ludwigsbau v Augsburgu předal městu Szombathely v roce 1997 augsburská Herz-Jesu-Kirche.
V roce 2014 proběhla renovace celé fasády a střechy katedrály.